# Choridactylus
Genre
Choridactylus est un genre de poissons de la famille des Scorpaenidae.

## Liste d'espèces
Selon FishBase (27 nov. 2010)
- Choridactylus lineatus Poss & Mee, 1995
- Choridactylus multibarbus Richardson, 1848
- Choridactylus natalensis (Gilchrist, 1902)
- Choridactylus striatus Mandrytsa, 1993

Selon World Register of Marine Species (27 nov. 2010)
- Choridactylus lineatus Poss & Mee, 1995
- Choridactylus multibarbus Richardson, 1848
- Choridactylus natalensis (Gilchrist, 1902)
- Choridactylus striatus Mandrytsa, 1993

Selon ITIS (27 nov. 2010)
- Choridactylus multibarbus Richardson, 1848
- Choridactylus natalensis (Gilchrist, 1902)
- Choridactylus striatus Mandrytsa, 1993